# Let the Dominoes Fall
Let the Dominoes Fall è il settimo album dei Rancid, che è stato pubblicato il 2 giugno 2009.

## Il disco
Si tratta del primo disco senza il batterista originale Brett Reed che ha lasciato la band nel 2006 per venir sostituito da Branden Steineckert. Dal 2003 a oggi si son susseguite varie voci riguardo all'uscita di questo disco annunciato una prima volta nel 2006. Lo stesso Branden, appena aggiunto alla band, nel proprio MySpace aveva annunciato l'uscita del disco con un batterista da studio. Dal 2008 si è iniziato a parlare di un nuovo lavoro con Brett Gurewitz alla produzione e finalmente a marzo 2009 la band ha annunciato il 2 giugno come data di pubblicazione dell'album. Special guest in Up to No Good Booker T. Jones.
Sarà in commercio anche una versione limitata con un disco bonus con 12 tracce acustiche (11 del disco più una inedita) e un DVD con il Making Of del disco

## Tracce
1. East Bay Night - 2:05
2. This Place - 1:03
3. Up to No Good - 2:40 (feat. Booker T. Jones)
4. Last One to Die - 2:23
5. Disconnected - 2:00
6. I Ain't Worried - 2:36
7. Damnation - 1:30
8. New Orleans - 3:04
9. Civilian Ways - 4:11
10. The Bravest Kids - 1:36
11. Skull City - 2:51
12. L.A. River - 2:35
13. Lulu - 2:11
14. Dominoes Fall - 2:43
15. Liberty and Freedom - 2:45
16. You Want It, You Got It - 1:36
17. Locomotive - 1:38
18. That's Just the Way It Is Now - 2:52
19. The Highway - 3:10

### Tracce disco bonus
1. East Bay Night (acustica) - 2:07
2. LA River (acustica) - 2:43
3. I Ain't Worried (acustica) - 2:44
4. This Place (acustica) - 1:03
5. Disconnected (acustica) - 1:53
6. Liberty and Freedom (acustica) - 3:04
7. Dominoes Fall (acustica) - 2:54
8. New Orleans (acustica) - 2:48
9. You Want It, You Got It (acustica) - 2:12
10. Outgunned (acustica) - 2:16
11. The Bravest Kids (acustica) - 1:34
12. Last One to Die (acustica) - 2:18

### Versione iTunes
20. Oil and Opium - 1:49

### Versione giapponese
20. Outgunned (elettrica) - 2:13

## Singoli
- Last One to Die - 7 aprile 2009[4]

## Formazione
- Tim Armstrong - chitarra e voce
- Lars Frederiksen - chitarra e voce
- Matt Freeman - basso e voce
- Branden Steineckert - batteria